# 20th Century Boys 3: Redemption
20th Century Boys 3: Redemption (The Last Chapter - Our Flag/20-seiki shonen: Saishu-sho - Bokura no hata) è un film del 2009 diretto da Yukihiko Tsutsumi.
Si tratta dell'ultimo capitolo della trilogia ispirata alla serie manga 20th Century Boys.

## Trama
Nel 2017 sono oramai più di tre anni che "Amico" ha preso il potere sull'intero pianeta e governa attraverso il suo Partito Democratico dell'Amicizia. Accade che un terribile virus colpisca Tokyo e che Amico riveli che il 12 agosto l'intera umanità è destinata ad essere distrutta. Solamente gli autentici credenti in lui si salveranno.
Nel frattempo Kanna ed il suo gruppo di resistenza continua la sua disperata battaglia contro l'oppressione.